# Щелкун волнистый
Щелкун волнистый (лат. Diacanthous undulatus) — вид щелкунов из подсемейства Dendrometrinae.

## Распространение
Распространён в Северной и Центральной Европе, северной части Монголии. В России встречается в Магаданской области, на Камчатке, в Хабаровской, Амурской и Сахалинском областях, а также на севере Приморского края, в Якутии, Бурятии и Читинской области.

## Описание
Жук длиной 13—19 мм. Окраска тела жука чёрная. Надкрылья коричневые, коричнево-красные или жёлто-красные, реже голова и часто переднеспинка коричнево-красные. Опушение верхней части тела серое, обычно на надкрыльях имеются три волнистые веревязи из тёмных волосков, иногда большей частью надкрылья в тёмных волосках и посередине с одной перевязью из светлых волосков, редко надкрылья полностью в жёлто-сером опушении. Усики с третьего сегмента остропиловидные.

## Экология
Встретить этот вид можно в хвойном лесу. Проволочник развивается под корой мёртвых хвойных деревьев и является хищником.